# Bambutérol
Le bambutérol est un agoniste des récepteurs β-adrénergiques à longue durée d'action (LABA) utilisé dans le traitement de l'asthme; il s'agit d'une prodrogue métabolisé dans le corps en terbutaline. Commercialement, la société pharmaceutique AstraZeneca produit et commercialise le bambutérol sous le nom de Bambec et Oxeol.
Ce médicament est commercialisé en France, mais ne l'est pas en Suisse ou aux États-Unis.

## Indications thérapeutique
Comme les autres LABA, le bambutérol est utilisé dans la prise en charge au long terme de l'asthme. Il ne doit pas être utilisé comme médicament de secours pour le soulagement à court terme des symptômes de l'asthme, ces effets n'étant pas assez rapide. En cas de crise, il faut privilégier des SABA (short acting beta-agoniste, bêta-mimétique de durée courte) comme le salbutamol ou la terbutaline

## Contre-indications
Le bambutérol est contre-indiqué pendant la grossesse et chez les personnes souffrant d’insuffisance hépatique. Il peut être utilisé chez l'insuffisant rénale à condition d'ajustements posologiques.

## Effets indésirables
Le profil d'effets indésirables du bambutérol est similaire à celui du salbutamol: de la fatigue, des nausées, des palpitations, des céphalées, des étourdissements et des tremblements.